# Явай
Явай — полуостров в Карском море на крайнем севере Западной Сибири. Является северо-западной оконечностью более крупного Гыданского полуострова. С юго-запада и запада омывается водами Обской губы, с юго-востока и востока — водами Гыданской губы, включающей бухту Мелководная, северная часть врезается в открытое море.

## География
Имеет характерную вытянутую форму по направлению с севера на юг, достигая в длину более 210 километров. Средняя ширина с запада на восток составляет 20—30 километров. На севере тектоническим продолжением Явая является остров Шокальского, отделённый от него мелким Гыданским проливом шириной 5 километров. Крайние мысы — Турысаля (Львова) и Маттесаля. Также на восточном побережье находятся мысы Арканова (Монгаталянг-Сам), Хасрёсаля, Песчаный (у бухты Мелководная), Северная Карга (Торабахасаля) и Песцовые острова.
Рельеф полуострова представляет собой низкую всхолмлённую равнину, испещрённую большим количеством мелких рек и озёр. Часть территории сильно заболочена. Высота до 75 метров над уровнем моря. Растительность тундровая.
Береговая линия почти везде пологая и ровная, местами выступающая большими отмелями.
За исключением оленеводческих кочевий, полуостров необитаем. Вся его северная часть, начиная от нижнего течения реки Монгаталангъяха (чуть южнее 72-й параллели) в 1996 году вошла в состав Гыданского заповедника, в пределах которого запрещена любая хозяйственная деятельность. Ближайшие населенные пункты — Юрибей и Матюй-Сале.
На юге полуострова расположены крупные месторождения углеводородов: нефтегазоконденсатное Утреннее и газовое Штормовое. Оба месторождения лишь разведаны, их разработка в обозримой перспективе не планируется.
Административно полуостров относится к Тазовскому району Ямало-Ненецкого автономного округа.